# No overall control
La notion de no overall control (abrégé en NOC et signifiant littéralement « sans contrôle global [de l’autorité locale] » ; dim rheolaeth gyffredinol en gallois), dans le contexte des autorités locales au Royaume-Uni, se réfère à des situations dans lesquelles aucun groupe politique d’une assemblée ne parvient à détenir la majorité absolue des sièges à l’instar de parlements minoritaires au niveau national.

## Systèmes électoraux
Le scrutin uninominal majoritaire à un tour (first-past-the-post voting) en vigueur dans certaines élections locales au Royaume-Uni (Angleterre et pays de Galles) consiste à élire le candidat ayant le plus grand nombre de voix par un vote unique. Chaque membre de conseil d’autorité locale est ainsi désigné dans le cadre d’une section électorale (ward) dans laquelle il est arrivé en tête. Il existe autant de sections électorales que de sièges au conseil.
En Écosse et en Irlande-du-Nord, le scrutin à vote unique transférable (single transferable vote) est appliqué : il s’agit d’élire les candidats ayant le plus grand nombre de voix dans une circonscription donnée selon l’ordre préférentiel de chaque électeur. Ce système s’applique aux élections locales écossaises depuis le 3 mai 2007, en vertu du Local Governance (Scotland) Act 2004 (en) du 29 juillet 2004, et à celles d’Irlande-du-Nord depuis le 30 mai 1973, en vertu de l’Electoral Law (Northern Ireland) Order 1972 du 14 août 1972.
Le scrutin uninominal majoritaire à un tour récompense davantage les plus importants partis politiques au détriment des plus petits dans la répartition des sièges. Le scrutin à vote unique transférable donne en revanche plus de poids aux partis à faible représentation.

## Définition
Les types de scrutins en vigueur au Royaume-Uni ne garantissent pas aux partis politiques une majorité absolue au conseil contrairement à d’autres systèmes (comme la proportionnelle plurinominale avec une prime majoritaire).
On parle d’autorité locale « sans contrôle global » (no overall control en anglais, NOC) lorsqu’aucun parti ou groupe ne détient pas plus de 50 % des sièges dans un conseil. Cette notion s’oppose à celle d’overall control, c’est-à-dire de majorité absolue.
La formation du gouvernement d’un conseil NOC peut être résolue de plusieurs façons :
- soit par le groupe le plus proche des 50 % des sièges du conseil qui forme un gouvernement minoritaire ;
- soit par plusieurs groupes plutôt bien répartis qui forment une coalition gouvernementale ad hoc ;
- soit par des groupes mineurs lorsque le groupe détenant le plus grand nombre de sièges ne parvient pas à former un gouvernement minoritaire.

Contrairement aux Communes, les assemblées des autorités locales sont moins marquées politiquement : de plus grandes proportions de petits partis et d’indépendants siègent dans les conseils. Les groupes politiques mineurs possèdent davantage d’influence que leur nombre laisse supposer dans le cas de conseils NOC.

## Exemples

### Conseils dirigés par le plus grand groupe
- Clackmannanshire Council : Scottish National Party (8 conseillers sur 18)[5].
- Flintshire County Council : Labour Party (34 conseillers sur 70)[6].
- Bolton Council : Conservative Party (20 conseillers sur 60)[7].

### Conseils dirigés par une coalition de groupes homogènes
- Scottish Borders Council : Conservative Party et Independents (23 conseillers sur 34)[8].
- Isle of Anglesey County Council : Plaid Cymru et Independents (27 conseillers sur 30)[9].
- Cornwall Council : Liberal Democrats et Independents (67 conseillers sur 123)[10].

### Conseils dirigés par des partis mineurs
- Cheshire East Council : Labour Party et divers partis (41 conseillers sur 82)[11].
- Maidstone Borough Council : Liberal Democrats et Independents (25 conseillers sur 55)[12].

## Part des conseilsno overall controldans les autorités locales
| Élection locale | Angleterre         | Écosse            | Pays de Galles    | Irlande-du-Nord    |
| --------------- | ------------------ | ----------------- | ----------------- | ------------------ |
| 6 mai 2010      | 47 / 170 (27,65 %) | —                 | —                 | —                  |
| 5 mai 2011      | 79 / 279 (28,32 %) | —                 | —                 | 11 / 11 (100,00 %) |
| 3 mai 2012      | 18 / 131 (13,74 %) | 23 / 32 (71,88 %) | 9 / 21 (42,86 %)  | —                  |
| 2 mai 2013      | 14 / 35 (40,00 %)  | —                 | 1 / 1 (100,00 %)  | —                  |
| 22 mai 2014     | 32 / 162 (19,75 %) | —                 | —                 | 11 / 11 (100,00 %) |
| 7 mai 2015      | 36 / 279 (12,90 %) | —                 | —                 | —                  |
| 5 mai 2016      | 24 / 124 (19,35 %) | —                 | —                 | —                  |
| 4 mai 2017      | 5 / 34 (14,71 %)   | 29 / 32 (90,63 %) | 10 / 22 (45,45 %) | —                  |
| 3 mai 2018      | 21 / 150 (14,00 %) | —                 | —                 | —                  |
| 2 mai 2019      | 73 / 243 (30,04 %) | —                 | —                 | 11 / 11 (100,00 %) |